# Hebeloma dunense
Hebeloma dunense är en svampart som beskrevs av L. Corb. & R. Heim 1929. Hebeloma dunense ingår i släktet fränskivlingar och familjen Strophariaceae.   Inga underarter finns listade i Catalogue of Life.